# Mount Dickason
Mount Dickason är ett berg i Antarktis. Det ligger i Östantarktis. Nya Zeeland gör anspråk på området. Toppen på Mount Dickason är 2 133 meter över havet, eller 742 meter över den omgivande terrängen. Bredden vid basen är 7,3 km. Mount Dickason ingår i Deep Freeze Range.
Terrängen runt Mount Dickason är kuperad österut, men västerut är den bergig. Trakten är obefolkad. Det finns inga samhällen i närheten. 